# Speichersdorf
Speichersdorf est une commune de Bavière (Allemagne), située dans l'arrondissement de Bayreuth, dans le district de Haute-Franconie.

## Géographie

### Quartiers
| - Aumühle - Beerhof - Brüderes - Buschmühle - Forsthaus - Frankenberg - Göppmannsbühl am Bach - Göppmannsbühl am Berg | - Guttenthau - Haidenaab - Holzmühle - Hundsmühle - Kellerhut - Kirchenlaibach - Kodlitz - Lettenhof | - Nairitz - Plössen - Ramlesreuth - Rosenhof - Roslas - Selbitz - Sorg - Speichersdorf | - Tauritzmühle - Teufelhammer - Weiherhut - Weißenreuth - Windischenlaibach - Wirbenz - Zeulenreuth |